# Професионална гимназия по хранително-вкусови и химични технологии
Професионална гимназия по хранително-вкусови и химични технологии е средно специално училище в Дупница.

## История
Летоброенето на училището започва през 1939 г., когато в с. Рила е основано „Практическо училище по тютюнопроизводство и технология на тютюневите изделия“.
В началото на учебната 1941/42 година училището е преместено в гр. Дупница с цел да бъде създадена по-добра материална база и да се доближи до производствените предприятия. За учебна сграда е предоставено бившето училище „Кирил и Методий“ намиращо се в двора на черквата „Св. Георги“.
През 1990 година след въвеждането на специалностите „Химични технологии“ и „Биотехнологии“, техникумът се превръща в Техникум по хранително-вкусова и химическа промишленост. През 2003 г. става Професионална гимназия по хранително-вкусови и химични технологии.
Получената общообразователна и професионална подготовка дава възможност на завършилите обучението да започнат работа в предприятията на хранително-вкусовата ни и химическа промишленост или да продължат обучението си във ВУЗ.

## Специалности
Учениците се обучават в следните специалности:
- ”Технологичен и микробиологичен контрол в ХВП” 3 СПК професия „Лаборант“;
- „Производство на кулинарни изделия и напитки“ 2 СПК професия „Готвач“;
- ”Екология и опазване на околната среда“ – 3 СПК професия „Еколог“;

Обучението на учениците се осъществява от учители с необходимия образователен ценз, чиято основна задача е да създадат добре подготвени специалисти по съответните професионални направления, конкурентоспособни на трудовия пазар.